# イニャキ・アスクナ
イニャキ・アスクナ・ウレタ（スペイン語: Iñaki Azkuna Urreta, 1943年2月14日 – 2014年3月20日）は、スペインのバスク民族主義党 (PNV) に属していた政治家。1999年から死去する2014年までビルバオ市長を務めた。前職は医師、医学教授。

## 経歴

### 医師時代
ビスカヤ県ドゥランゴに生まれた。サラマンカ大学医学部で心臓学と放射線学を専攻し、博士号を取得して1966年に卒業した。フランスのブルセー病院に勤務する傍ら、パリ大学でも医学を学んだ。パリではアナベジャ・ドミンゲスと出会い、後に結婚した。1973年にはバスク大学 (UPV) の物理療法・放射線科教授となり、バスク州のバラカルドにあるクルセス病院に勤務した。1981年にはクルセス病院の理事に就任した。1983年から1987年にはバスク州保健サービスの事務局長を務め、1989年にバスク州政府の事務総長となった。1991年から1999年にはバスク州政府保健大臣 (Consejero de Sanidad) を務めた。

### ビルバオ市長時代
1999年にビルバオ市長に就任すると、2003年、2007年、2011年に再選され、死去する2014年まで市長を務めた。就任前にはビルバオ・グッゲンハイム美術館が開館しており、就任後には2002年のメトロ・ビルバオの新路線開業、同年のビルバオ・トラム開業、2014年のエスタディオ・サン・マメス建て替えなど大型公共事業による都市活性化を進めた。ビルバオは工業都市から観光都市へと大きく変貌し、「奇跡の街」と呼ばれるようになった。2012年には、世界でもっとも傑出した業績を残した市長を称える世界市長賞を受賞した。

### 死去
2014年3月20日、前立腺がんのためにビルバオの病院で死去した。71歳だった。アスクナの葬儀にはアストゥリアス公フェリペ（3か月後に国王フェリペ6世となる）夫妻が参列した。アスクナの功績をたたえて、ビルバオにあるアルオンディガ・ビルバオは2015年3月にアスクナ・セントロアに改称された。